# Moissac-Bellevue
Moissac-Bellevue (okzitanisch Moissac) ist eine französische Gemeinde mit 309 Einwohnern (Stand 1. Januar 2022) im Département Var in der Region Provence-Alpes-Côte d’Azur. Sie gehört zum Arrondissement Brignoles und zum Kanton Flayosc.

## Geografie
Das Dorf liegt drei Kilometer südöstlich von Régusse und fünf Kilometer westlich von Aups. Weitere Nachbargemeinden sind Vérignon im Nordosten, Salernes im Südosten und Fox-Amphoux im Südwesten.

## Bevölkerungsentwicklung
| 1962 | 1968 | 1975 | 1982 | 1990 | 1999 | 2006 | 2017 |
| ---- | ---- | ---- | ---- | ---- | ---- | ---- | ---- |
| 68   | 69   | 106  | 117  | 148  | 151  | 263  | 291  |

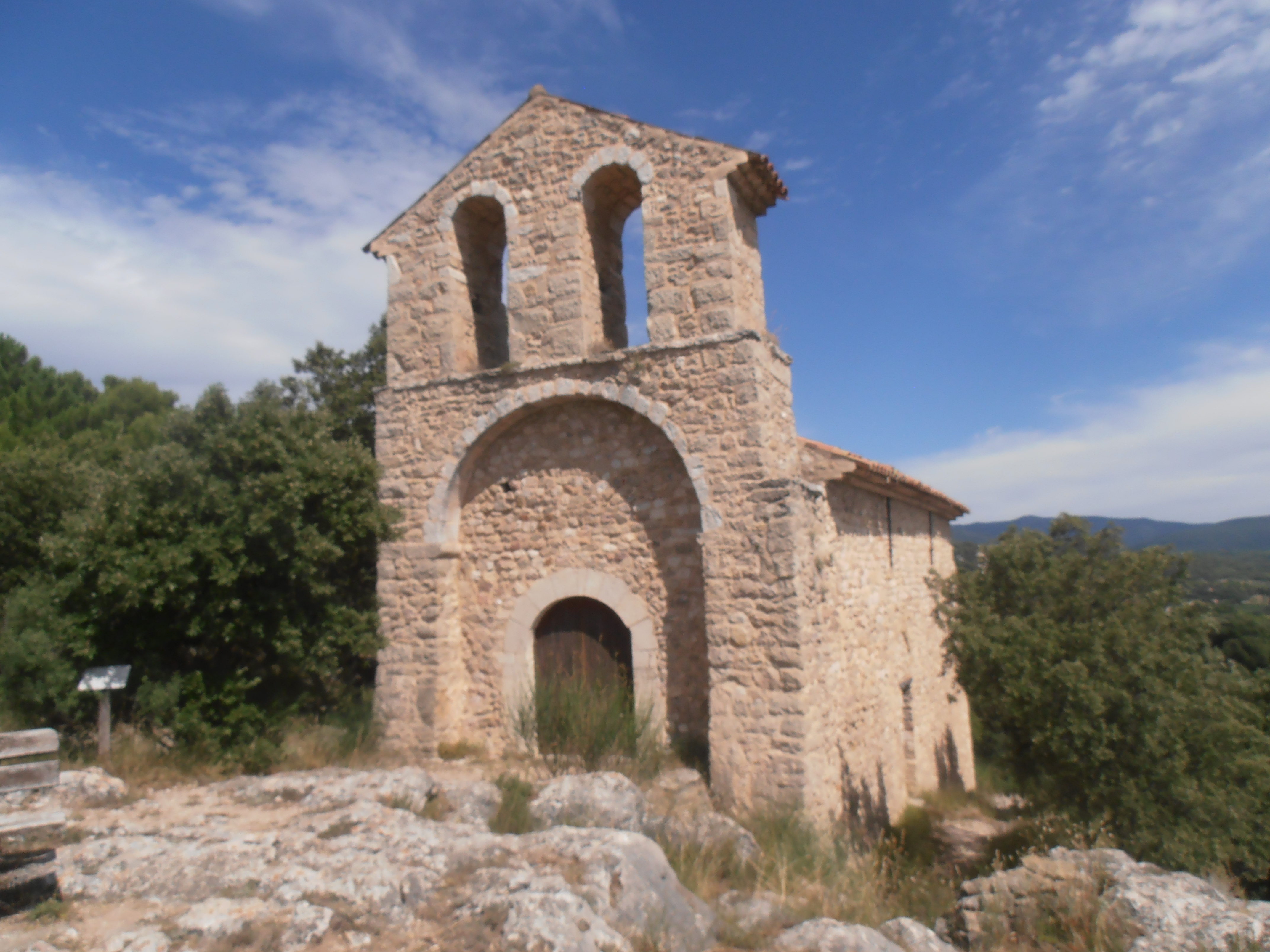
Kapelle Notre-Dame de la Roque
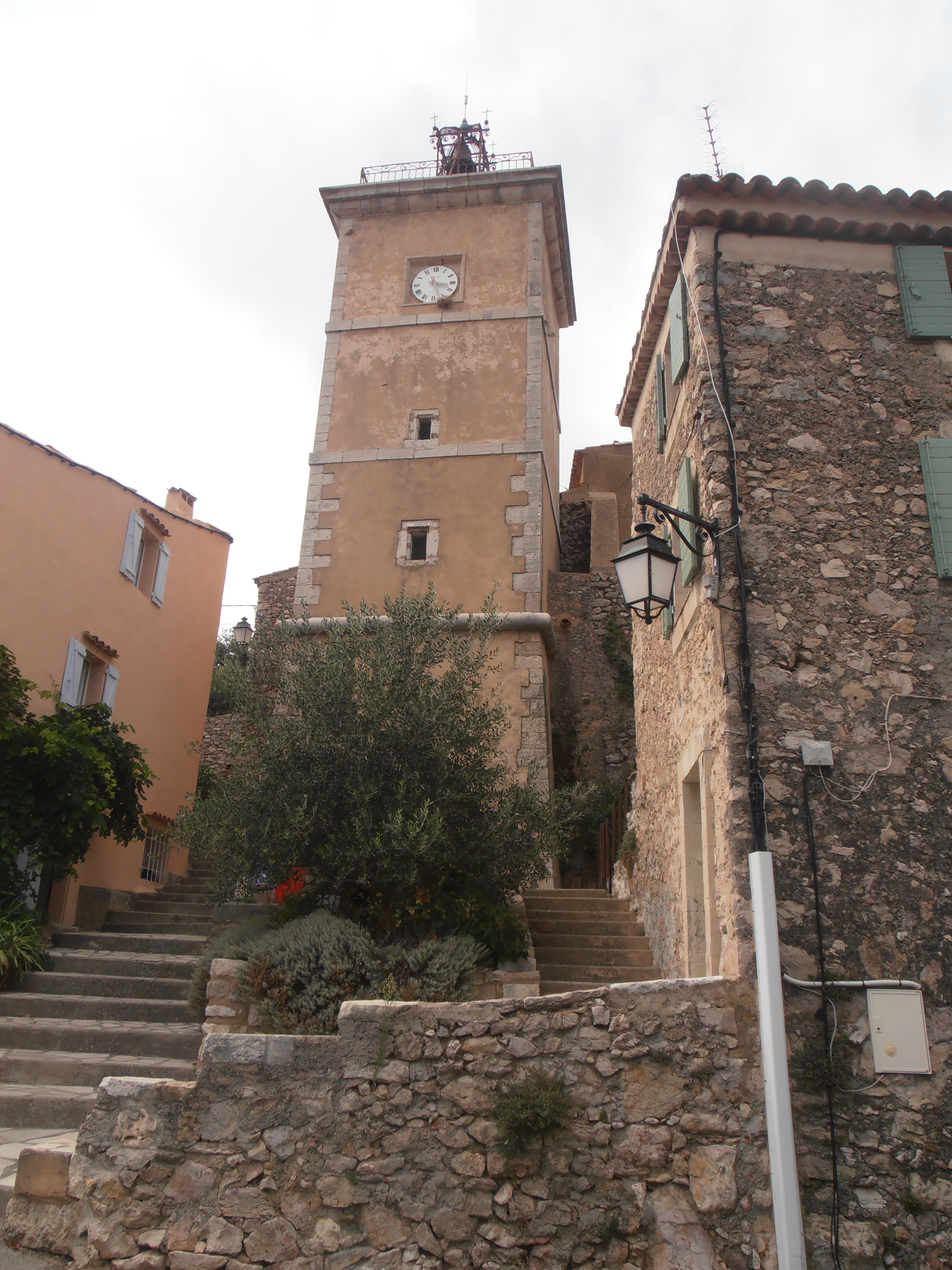
Uhrturm
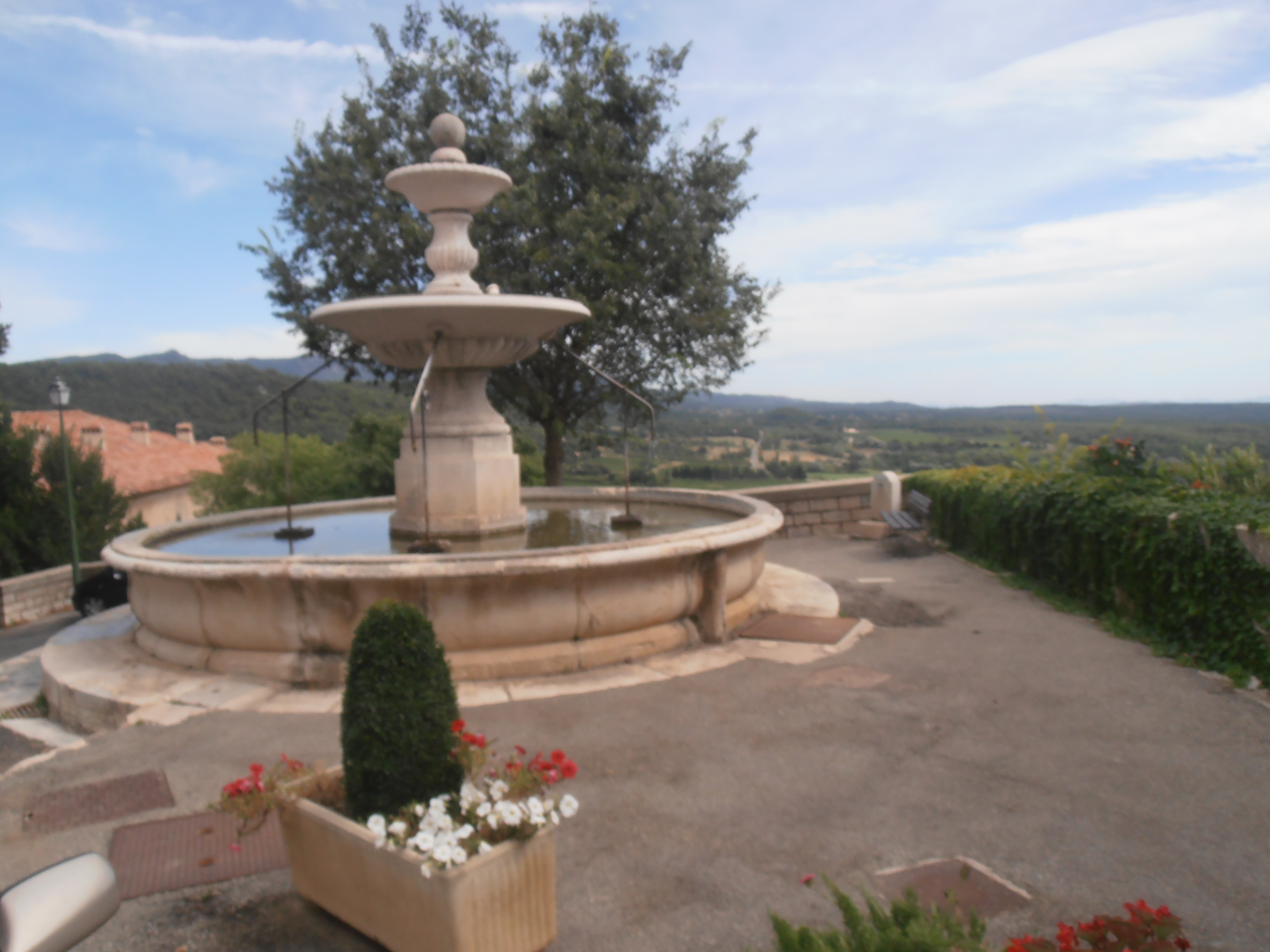
Brunnen